# Geochorda
Geochorda es un género con tres especies de plantas de flores perteneciente a la familia Scrophulariaceae. 

## Especies seleccionadas
- Geochorda cuneata
- Geochorda glechomodes
- Geochorda glechomoides